# Logikai függvények
A logikai függvények olyan matematikai leképezések, melyek a 0 és 1 számokból álló véges sorozatokhoz rendelik a 0 vagy 1 számot. Alkalmazásait tekintve kiemelkedőnek tekinthető a logika igaz-hamis értékeléseinek modellezése (ítéletlogika) és a digitális számítógépek elemi szintű működésének leírása.
A digitális számítógépek munkamódszerének és felépítésének megértéséhez szükség van a  logikai függvény fogalmára.

## Fogalmak, tételek
Egy logikai függvény tehát olyan n változós függvény, melynek változói a {0,1} halmazból vehetnek fel értéket, a függvényérték pedig szintén a {0,1} halmazból valók. Itt az 1 értékre gyakran mint az igaz, a 0 értékre mint a hamis hivatkoznak (főleg logikai alkalmazásaiban). Formálisan, a {0,1}n Descartes-szorzat segítségével egy f függvény logikai, ha:
{\displaystyle f:\{0,1\}^{n}\rightarrow \{0,1\}}
Az n változós logikai függvények száma 22n, hiszen az n változó 2n darab lehetséges értékének mindegyikéhez két értéket rendelhetünk.

### Egyváltozós logikai függvények
Az egyváltozós logikai függvények a következők:
|   | id |
| - | -- |
| 0 | 0  |
| 1 | 1  |

|   | nem |
| - | --- |
| 0 | 1   |
| 1 | 0   |

|   | 1 |
| - | - |
| 0 | 1 |
| 1 | 1 |

|   | 0 |
| - | - |
| 0 | 0 |
| 1 | 0 |

Tehát az identitás leképezés, mely minden értékhez saját magát rendeli, a tagadás (nem), mely minden értékhez az ellenkezőjét rendeli (értsd: a 0-hoz az 1-et, az 1-hez a 0-t), az 1 vagy az azonosan igaz leképezés, mely mindenhez az 1-et rendeli és a 0 vagy az azonosan hamis leképezés, mely mindenhez a 0-t rendeli.
Ezek közül külön figyelmet érdemel a tagadás, nem vagy NOT operáció, melyet általában felülvonással jelölünk. Az x logikai érték (tehát 0 vagy 1) tagadása:
{\displaystyle {\overline {x}}}
Az előbbiből kiindulva:
{\displaystyle {\overline {\overline {x}}}=x},
{\displaystyle {\overline {1}}=0},
{\displaystyle {\overline {0}}=1}

### Kétváltozós logikai függvények
A 16 kétváltozós logikai függvény közül csak a nemtriviálisakat említjük. Minthogy ezek {0,1} × {0,1} {\displaystyle \rightarrow } {0,1} típusú függvények, ezért ezek kétváltozós műveleteknek is tekinthetők.
- Logikai szorzás (más néven és vagy AND művelet)

{\displaystyle x\cdot y:=x\cdot y\,}, ahol a második szorzás a számok szorzása.
- Logikai összeadás (más néven vagy illetve OR művelet)

{\displaystyle x+y\ =\ {\begin{cases}\ 1,&{\mbox{ha }}x=1,y=1,\\x+y,&{\mbox{ha }}x\neq 1{\mbox{ vagy }}y\neq 1\end{cases}}}, ahol a második összeadás a számok összeadása.
| {\displaystyle \cdot } | 0 | 1 |
| ---------------------- | - | - |
| 0                      | 0 | 0 |
| 1                      | 0 | 1 |

| {\displaystyle +} | 0 | 1 |
| ----------------- | - | - |
| 0                 | 0 | 1 |
| 1                 | 1 | 1 |

Ezen két művelet közötti triviális kapcsolatot írja le az alábbi két, úgy nevezett de Morgan-azonosság:
{\displaystyle {\overline {x\cdot y}}={\overline {x}}+{\overline {y}}},
{\displaystyle {\overline {x+y}}={\overline {x}}\cdot {\overline {y}}}
Azért elegendő ez a két művelet, mert minden logikai függvény előállítható pusztán kétváltozós műveletekkel:
Tétel – Akárhányváltozós logikai függvény felírható a tagadás és a logikai összeadás (vagy a tagadás és a logikai szorzás) segítségével.